# Beaulac-Garthby
Beaulac-Garthby är en kommun i provinsen Québec i Kanada. Den ligger i regionen Chaudière-Appalaches, i den sydöstra delen av landet, 300 km öster om huvudstaden Ottawa. Kommunen bildades 2000 genom sammanslagning av bykommunen Beaulac och kantonen Garthby. Beaulac-Garthby ligger vid sjön Lac Aylmer.